# 501e régiment d'infanterie (États-Unis)
Pour les articles homonymes, voir 501e régiment.

d'infanterie.

Le 501e régiment d'infanterie ou 501e régiment d'infanterie aéroporté (en anglais : 501st Airborne Infantry Regiment) est un régiment parachutiste de l'armée américaine actif depuis 1942.

## Historique
Composé de deux bataillons, son 1er bataillon est incorporé à la 25e division d'infanterie et est basé à Fort Richardson en Alaska tandis que le second l'est à la 82e division aéroportée à Fort Bragg en Caroline du Nord.
Durant la Seconde Guerre mondiale et la guerre du Viêt Nam, le régiment est incorporé à la 101e division aéroportée.